# خطة الدراسة للإناث
خطة الدراسة للإناث كانت منهجاً تعليمياً ابتكرها جوان لويس فيفس الذي كان باحثًا إسبانيًا، وعالمًا في عصر النهضة، عاش في كبره في جنوب هولندا، والتي أكسبته معتقداته عن الروح، ونظرة ثاقبة في الممارسة الطبية في وقت مبكر، وكذلك نظرة على العواطف والذاكرة والتعليم، له لقب «الأب» في علم النفس الحديث.كان أول من سلط الضوء على بعض الأفكار الرئيسية التي أثبتت كيف نتصور علم النفس اليوم.
تم ابتكار هذه الخطة في القرن السادس عشر للميلاد من قبل الباحث جوان لويس؛ وذلك من أجل تعليم الإناث.

## إناث خاصة نفذت عليهم الخطة
1. الأميرة ماري، ابنة الملك هنري الثامن (ملك إنجلترا) آنذاك والتي فيما بعد أصبحت وريثته، حيث أصبحت ملكة إنجلترا وأيرلندا.أدت عمليات الإعدام التي ميزت سَعيها لإستعادة الكاثوليكية الرومانية في إنجلترا وأيرلندا إلى إدانتها بصفتها "ماري الدموية" من قبل خصومها
2. وكذلك كان هذه الخطة من أجل زوجة الملك هنري الأولى كاثرين أوف أراغون التي كانت أميرة انجلترا.